# 馬尾の滝 (須賀川市)

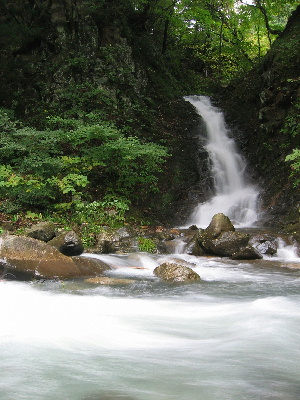
姫子の滝

馬尾の滝（まおのたき）は福島県須賀川市の勢至堂渓谷にある滝の一つ。

## 概要
高さ12メートル。阿武隈川の支流である釈迦堂川の、さらに支流である江花川に流れ込む。その姿が白馬の尾を垂れたように見えることから名づけられた。国道294号沿いに位置し、車の中からでも見ることができる。
馬尾の滝の周辺には他にも銚子ヶ滝、姫子の滝があり、両者とも国道沿いにある。姫子の滝は比較的見つけやすいが、銚子ヶ滝は、特に夏場は、木々の葉に隠されてしまうので見つけるのが困難。

## 背景
1590年（天正18年）、豊臣秀吉が伊達政宗に命じて小田原から会津まで幅3間の道を整備させたことから始まる。
江戸時代、勢至堂の集落には宿場を兼ねて、本陣・問屋・旅宿が軒を連ねていたとされる。
多くの荷物が馬によって運ばれていたことから、道中の安全を祈願して勢至堂の集落の中には馬頭観音が祀ってある。

## 交通アクセス
- 須賀川市内から国道118号を西進し、国道294号分岐を会津若松市方面に進む。この分岐点から凡そ3キロメートル。